# Hraunfossar
Die Hraunfossar (von isländisch [ˈr̥øyːnˌfɔsːar] ‚Lavawasserfälle‘) sind Wasserfälle in den Fluss Hvítá in der Nähe der Orte Húsafell und Reykholt im Westen Islands. Sie liegen auf dem Gemeindegebiet von Borgarbyggð.

## Name
Ihr Name leitet sich davon ab, dass sie direkt aus der Lava (isl. hraun) zu entspringen scheinen.

## Geografie
Die Hraunfossar liegen nördlich des Vulkans Ok. In unmittelbarer Nachbarschaft der Hraunfossar befindet sich der Wasserfall Barnafoss.

## Beschreibung
Auf einer Länge von ca. 700 Meter strömt in über hundert kleinen Wasserfällen schäumend und sprudelnd Wasser aus dem schwarzen Gestein des ca. 1.000 Jahre alten Lavafeldes Hallmundarhraun.
Der Grund liegt etwas weiter flussaufwärts: Der vom Langjökull-Gletscher gespeiste Fluss namens Hvitá gräbt sich sein Flussbett entlang der Grenze des zum Hallmundarhraun gehörigen Lavastromes Gráhraun, der dort zum Stehen gekommen ist. Ein kleiner Seitenarm versickert in der porösen Lava und fließt unterirdisch auf einer etwas tiefer gelegenen, wasserundurchlässigen Basaltschicht weiter. Ca. ein Kilometer flussabwärts kommt das Wasser in Form von unzähligen kleinen Wasserfällen und Rinnsalen wieder zu Tage.
Über den schäumenden Fluss Hvítá in der kleinen Schlucht führt eine Fußgängerbrücke. Von ihr kann man sehr gut die Hraunfossar und den Barnafoss überblicken.

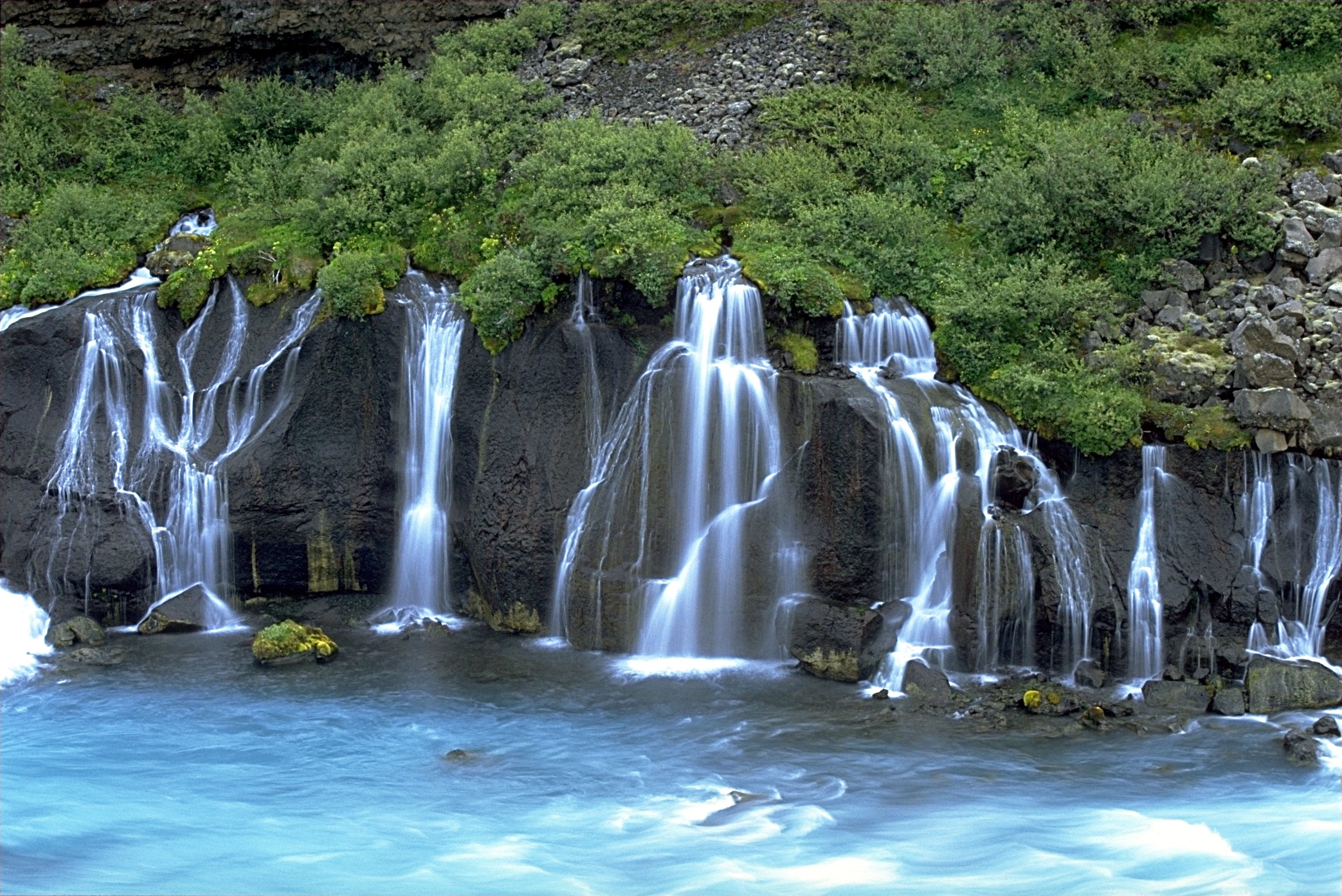
Hraunfossar, Detailansicht